# Fimleikafélag Hafnarfjarðar
Fimleikafélag Hafnarfjarðar, oftast förkortat till FH, är en isländsk idrottsklubb från Hafnarfjörður som utanför Island mest är känd för sitt fotbollslag. I synnerhet är laget känt utanför hemlandet för att ha slagit det skotska laget Dunfermline i Uefacupen 2004/2005 med 4-3. Klubben startades 1929 som ett gymnastiksällskap, men startade snart en handbollsavdelning som blev deras flaggskepp för åtskilliga decennier. Under sommaren 2012 gick laget in i kval till Europa League, men svenska laget AIK satte stopp för islänningarna efter 1-1 på Råsunda och 1-0 i returen på Island.

## Damfotboll
Sällskapets damfotbollsteam vann den första omgången av Úrvalsdeild kvenna 1972. Sedan de förlorat titeln till Glímufélagið Ármann 1973 och 1974, 1975 och 1976 vann de tre titlar i följd.

## Meriter
- Isländska mästare: 8
  - 2004, 2005, 2006, 2008, 2009, 2012, 2015, 2016
- Isländska cupen: 2
  - 2007, 2010
- Isländska ligacupen: 6
  - 2002, 2004, 2006, 2007, 2009, 2014
- Isländska supercupen: 6
  - 2004, 2006, 2008, 2009, 2010, 2013

## Kända spelare (som spelar eller spelat för laget)
- Arnar Viðarsson
- Bjarni Viðarsson
- Emil Hallfreðsson
- Ármann Smári Björnsson
- Jon Erling Ragnarsson
- Hannes Sigurðsson
- Gylfi Sigurðsson
- Audun Helgason
- Arnar Gunnlaugsson
- Bjarki Gunnlaugsson
- Janus Guðlaugsson
- Jacob Neestrup
- Kristjan Gauti Emilsson
- Hilmar Björnsson